# Ina Balin
Ina Balin (ur. 12 listopada 1937 w Brooklynie, zm. 20 czerwca 1990 w New Haven) – amerykańska aktorka.
Dwukrotnie nominowana do Złotych Globów.

## Wybrana filmografia
- 1958: Czarna orchidea jako Mary Valente
- 1960: Widok z tarasu jako Natalie Benzinger (nominacja do Złotych Globów dla najlepszej aktorki drugoplanowej)
- 1960: W kraju Komanczów jako Pilar Graile
- 1965: Opowieść wszech czasów jako Marta
- 1969: Charro! jako Tracy Winters
- 1973: Ojciec chrzestny nie żyje jako Nella
- 1973: Wezwanie do niebezpieczeństwa jako Marla Hayes
- 1978: The Immigrants jako Maria Cassala
- 1985: Lot zakładników jako Rita